# Денисенко Олександр Олегович
Денисенко Олександр Олегович (нар. 1983) — український кінорежисер та продюсер. Лауреат понад двадцяти престижних міжнародних нагород та відзнак. Олександр відомий як автор фільму про Чернобиль «WONDERWALL».

## Біографія
Олександр народився у Львові, в родині відомого митця Олега Денисенка. З дитинства готувався до майбутньої професії кінорежисера – пробуючи себе у найрізноманітніших сферах – досліджував себе, світ, та своє місце у світі.
Юні роки, як композитор та виконавець, Олександр був учасником багатьох музичних гуртів. Кілька платівок за його участі було видано на іноземних музичних лейблах. Як звукорежисер та аранжувальник записав альбоми знакових львівських гуртів. Здобув диплом магістра філософії у ЛНУ, який закінчив з відзнакою. Виконав головну роль у кліпі гурту Тартак "Омана". Займається бойовими мистецтвами, зокрема бразильським джиу-джитсу та подорожує на мотоциклі.
"Для режисера, окрім знань та ремесла, найважливішим є особистий досвід. Без цього ти будеш не режисером, а ремісником." – говорить Олександр в інтерв'ю відомі випускники ЛНУ.
Олександр є членом журі кінофестивалей у Лондоні, та Кракові. Живе, працює і навчається у різноманітних країнах, зокрема в Польщі, Норвегії, Австрії, Швейцарії, Канаді.

## Початок кар'єри — музичні кліпи та реклама
Олександр почав кар'єру зі створення музичного кліпу PRIME TIME – «My Passion», завдяки якому гурт був вибраний музикантами Linkin Park для спільного виступу в Санкт-Петербурзі у 2012 році.
В доробку Олександра є кліпи та реклами західних гуртів та брендів, як наприклад, бельгійського гурту Iron Mask – «God Punished, I Kill» (2012), за участі світової рок-зірки з Лос-Анджелеса Марка Боалса;  британського репера KENNY P – «My Way» (2011); американського виробника комп’ютерних аксесуарів Manhattan Computers – «For You» (2011); компанії Hewlett-Packard – «Family Laptop» (2011), польського банку Idea Bank – «Депозит 26%» та «Депозит 26% II» (2012).

## Кіноосвіта
Режисер розповідає, що хотів стати найкращим. На певному етапі кар’єри, зрозумівши, що навичок для реалізації ідей не вистачає, поїхав вчитись до лауреата премії Оскар – режисера Анджея Вайди. З Анджеєм Вайдою Олександра познайомив його наставник, посол польської культури у світі, екс-керівник видавництва ООН в Нью-Йорку – професор Анджей Струмілло.
Олександр Денисенко закінчив майстерську школи кінорежисури у Варшаві за спеціальністю режисера художніх фільмів. У тій же школі також отримав диплом сценариста та креативного продюсера.

## Робота з Анджеєм Вайдою
Анджей Вайда був художнім керівником та ментором Олександра Денисенка. Разом з командою таких кіномитців як Павел Едельман, Ева Бродська та Богуслав Лінда Олександр брав участь у створенні фільму Анджея Вайди “Післяобрази”, де працював асистентом режисера.
Окрім менторства Анджея Вайди, Олександр Денисенко навчався та працював під опікою номінанта на премію Оскар Славоміра Ідзяка (оператор-постановник “Падіння Чорного Яструба”, “Гаррі Поттер та Орден Фенікса”, “Гаттака”).

## Світовий успіх WONDERWALL
Світова прем'єра фільму Олександра Денисенка WONDERWALL відбулась одночасно на кількох кінофестивалях в США у 2019 році.
WONDERWALL відомий як фільм, що новаторсько зображає Чорнобиль – без домінування страху й тривоги, які він символізує. Автор стрічки цією історією прагне надихнути й дати надію, проливаючи промінь світла у серця, що їх заполонило горе втрати. WONDERWALL називають осучасненою версією розуміння Чорнобилю, тою, яка буде почута і зрозуміла новими поколіннями. 
WONDERWALL став сенсацією у світі. Стрічку відзначено 28 міжнародними кінонагородами, зокрема як найкращий фільм фестивалю, найкращий наратив, музичне відео, операторська робота, акторство, режисура.
WONDERWALL було відібрано у офіційний конкурс понад 70 кінофестивалей у 25 країнах світу, зокрема у США, Канаді, Великій Британії, Австралії, Португалії, Німеччині, Італії, Франції, Ізраїлі.
У Нью-Йорку WONDERWALL удостоїли найпрестижнішої нагороди «Princeton Tiger Award», якою журі фестивалю відзначає фільм, що передає месидж в екстраординарний спосіб. The Nassau Film Festival вважається одним з кращих короткометражних фестивалиів Америки, та одним з топ-100 у світі.
Офіційним партнером фільму є Chernobyl Children International – найбільша у світі, єдина акредитована ООН, благодійна організація яку очолюють Аді Рош та Алі Г'юсон (ірландська активістка та бізнес-леді, дружина Боно).

## Арт візіонер
Олександр засновником бренду AETHER – мистецького вбрання для iPhone – перших у світі мобільних картин. Це перші у світі мобільні картини – автентичні твори мистецтва.
Олександр Денисенко – спів-автор нового виду витончених мистецтв – Гесографії, що є унікальним у світі . Гесографія – патентований винахід, створений в Україні, інтелектуальний спадок для майбутніх поколінь, що представляє Україну на світовій мистецькій арені. 
Олександр є куратором мистецьких пленерів готелю Цитадель – Citadel Art Plein Air. Цю ініціативу назвали візією розширення ролі сучасних готелів у житті міста Львова. Олександр також є натхненником арт-пленерів Юліана Чаплінського на Гуті Chaplinsky Art Plein Air.

## Дебют
Протягом 2013-2015 року, Олександр Денисенко працював над своїм повнометражним дебютом – екранізацією роману Марії Матіос “Солодка Даруся”. Художнім керівником проєкту є лауреат премії Оскар — Анджей Вайда.  Деякі експерти[хто саме?] розглядають цей проєкт як історичний поворот: від традиційної кінематографічної залежності від російського продукту до світлого європейського майбутнього.
Робота відбувається під патронатом Президента України Петра Порошенка, а також за підтримки міністра культури України та мера Києва Віталія Кличка.
Свою підтримку та віру в проєкт також висловив голівудський оператор Славомір Ідзяк – номінант премії Оскар за фільм Падіння чорного яструба, а також співавтор таких фільмів як Гаррі Поттер та Орден Фенікса та Король Артур.
Стрічку знімають спільно українські та польські кінематографісти. Продюсером фільму є Клаудія Шмея, лауреатка багатьох міжнарожних нагород, зокрема Un Certain Regard Award Канського фестивалю 2015. 
Офіційна презентація кінопроєкту відбулася 16 березня 2015 року у Києві. На заході зібралися численні представники культурного та політичного істеблішменту України, зокрема радник Президента України Ігор Гринів, екс-міністр культури України Євген Нищук, відомі українські режисери Олександр Янчук, Роман Балаян, Олег Кохан, Михайло Іллєнко, актори Богдан Бенюк, Ірма Вітовська, та інші.
Публічно підтримав екранізацію і сам Анджей Вайда. І хоча він не мав змоги бути присутнім на прем'єрі, але свою прихильність висловив у листі, який привіз ще один гість — ментор Олександра Денисенка, посол польської культури у світі професор Анджей Струмілло.

Цитата з листа:
“Я вважаю задум екранізації «Солодкої Дарусі», представлений Олександром Денисенком, винятково цікавим, суспільно важливим та привабливим кожним своїм аспектом.”

## Благодійність
Олександр прагне оновити розуміння благодійності. Незмінним супутником його арт-проектів, таких як от Гесографія, AETHER, Citadel Art Plein Air є благодійність. Олег та Олександр Денисенки під час виставки у Києві передали 2-метрову картину “Мелодія Надії” як пожертву для благодійного аукціону на підтримку талановитих студентів Українського католицького університету.
«Ми маємо амбітну мету – оновити розуміння благодійності. Багато хто в благодійності бачить пожертву, а ми бачимо інвестицію в суспільне благо». – поділився Олександр Денисенко в інтерв'ю для Kyiv daily.
Фільм Олександра Денисенка WONDERWALL є частиною благодійної кампанії Chernobyl Children International.

## Гільдії/профспілки
Олександр Денисенко є членом Національної спілки польських кінематографістів (PFA), та членом “Львівського Товариства Шанувальників Мистецтв”.

## Фільмографія
- «Повідоки» (повнометражний художній фільм, 2016, асистент режисера)
- «Післяобрази» (повнометражний художній фільм, 2016, асистент режисера)
- «Майже ніколи не навпаки» (повнометражний художній фільм, девелопмент 2019, режисер, сценарист)
- «Солодка Даруся» (повнометражний художній фільм, 2019, режисер, продюсер)
- «WONDERWALL» (короткометражний фільм, 2019, режисер)
- «Казка старого мельника» (повнометражний художній фільм, 2020, креативний продюсер)

## Музичні відео (вибране)
- СКАЙ "Захотів" (2019)
- DZIDZIO — «Їду до мами» (2015)
- DZIDZIO — «Мені повезло» (2013)
- EYVA — «Freaky» (2012)
- Iron Mask — «God Punished, I Kill»[25] (2012)
- KENNY P — «My Way» (2011)
- EYVA — «Солодка залежність» (2011)
- PRIME TIME — «My Passion»[26] (2010)
- АННА — «Гра з Богом» (2010)
- MIRAMI — «Сексуальна» (2010)
- ENER.G — «Virus of Love» (2009)
- АННА — «Карматреш» (2009)

## Цікаві факти
- При повернені з Америки, Олександру Денисенку та ко-продюсеру фільму Тарасу Майбі, довелось докуповувати додаткове багажне місце, щоб привезти нагороди, якими фільм відзначили лише за один вікенд.[3][7]

### Інтерв'ю
- Олександр Денисенко: «Видатний фільм той, який актуалізує глядача» (the Ukrainians, 2019) [Архівовано 20 лютого 2022 у Wayback Machine.]
- Олександр Денисенко: «Вчусь давати та приймати любов» (газета День, 2019) [Архівовано 20 лютого 2022 у Wayback Machine.]
- Олександр Денисенко: Університет – не панацея, але може стати трампліном вашої успішності. (Відомі випускники ЛНУ, 2019) [Архівовано 20 лютого 2022 у Wayback Machine.]
- Олександр Денисенко: Сьогодні в Україні прем’єра музичного фільму про Чорнобиль – «Wonderwall». (Радіо Свобода, 2019) [Архівовано 20 лютого 2022 у Wayback Machine.]
- Разом: Олег та Олександр Денисенки. (Kyiv daily, 2020) [Архівовано 13 лютого 2022 у Wayback Machine.]
- Сродна праця – S3E2 – Олександр Денисенко, режисер. (Radio SKOVORODA, 2022) [Архівовано 23 квітня 2022 у Wayback Machine.]